# 鷹司祺子
鷹司 祺子（たかつかさ やすこ、文化8年2月25日（1811年3月19日） - 弘化4年10月13日（1847年11月20日））は、江戸時代後期の仁孝天皇の女御。のち皇太后、女院。女院号は新朔平門院（しんさくへいもんいん）。

## 系譜
関白鷹司政熙の娘。母は井上義胤の娘梅子。准母は権中納言豊岡尚資の娘斐子。異母兄の関白鷹司政通、同母姉の仁孝天皇女御鷹司繋子ほか、兄弟姉妹は多数。なお入内の際、父政熙は落飾し隠居していたことから、兄政通夫妻の養女となった。

## 略歴
文政6年（1823年）、仁孝天皇の女御であった姉繋子が難産のため26歳で早世。そこで文政7年（1824年）9月に光格上皇・仁孝天皇より鷹司家に対して妹の清姫（祺子の幼名）を後添いとして天皇のもとに入内させるように要請があり、文政8年（1825年）、15歳で入内し、女御宣下を受ける。
文政12年12月（1830年1月）、祺子は皇女を出産するが、天保2年（1831年）に夭折。それ以降子に恵まれなかったため、天保6年（1835年）、典侍正親町雅子所生の第四皇子熙宮（統仁親王、のちの孝明天皇）を養子とした。
弘化3年（1846年）、仁孝天皇が崩御し、祺子の養子となっていた統仁親王が即位する。翌弘化4年（1847年）3月、祺子は新帝の嫡母として皇太后となるが、同年10月13日、出家して女院号宣下を受け、同日中に崩御。享年37。後月輪陵に葬られた。